# 沃森 (喬治亞州)
沃森（英語：Warthen）是位於美國喬治亞州華盛頓縣的一個非建制地區。該地的面積和人口皆未知。

## 地理
沃森的座標為33°06′08″N 82°48′13″W / 33.10222°N 82.80361°W，而該地的平均海拔高度為146米（即479英尺）。